# Gare de Chasseradès
La gare de Chasseradès est une gare ferroviaire française de la ligne du Monastier à La Bastide-Saint-Laurent-les-Bains (dite aussi Translozérienne), située sur le territoire de la commune de Chasseradès, dans le département de la Lozère en région Occitanie.
Elle est mise en service en 1902 par la Compagnie des chemins de fer du Midi et du Canal latéral à la Garonne. C'est une halte ferroviaire de la Société nationale des chemins de fer français (SNCF) desservie par des trains express régionaux TER Occitanie.

## Situation ferroviaire
Établie à 1 171 mètres d'altitude, la gare de Chasseradès est située au point kilométrique (PK) 674,319 de la ligne du Monastier à La Bastide-Saint-Laurent-les-Bains, entre les gares ouvertes de Belvezet et de La Bastide - Saint-Laurent-les-Bains. 

## Histoire
La gare de Chasseradès est mise en service par la Compagnie des chemins de fer du Midi et du Canal latéral à la Garonne, le 15 novembre 1902, lors de l'ouverture de la deuxième section de la ligne, de Mende à La Bastide - Saint-Laurent-les-Bains.
Le bâtiment de la gare est fermé et inutilisé par la halte SNCF qui dispose d'un abri de quai.

## Fréquentation
De 2015 à 2023, selon les estimations de la SNCF, la fréquentation annuelle de la gare s'élève aux nombres indiqués dans le tableau ci-dessous :
| Année     | 2015 | 2016 | 2017 | 2018 | 2019 | 2020 | 2021  | 2022  | 2023  |
| --------- | ---- | ---- | ---- | ---- | ---- | ---- | ----- | ----- | ----- |
| Voyageurs | 517  | 662  | 621  | 776  | 968  | 849  | 1 181 | 1 798 | 2 512 |

## Service des voyageurs

### Accueil

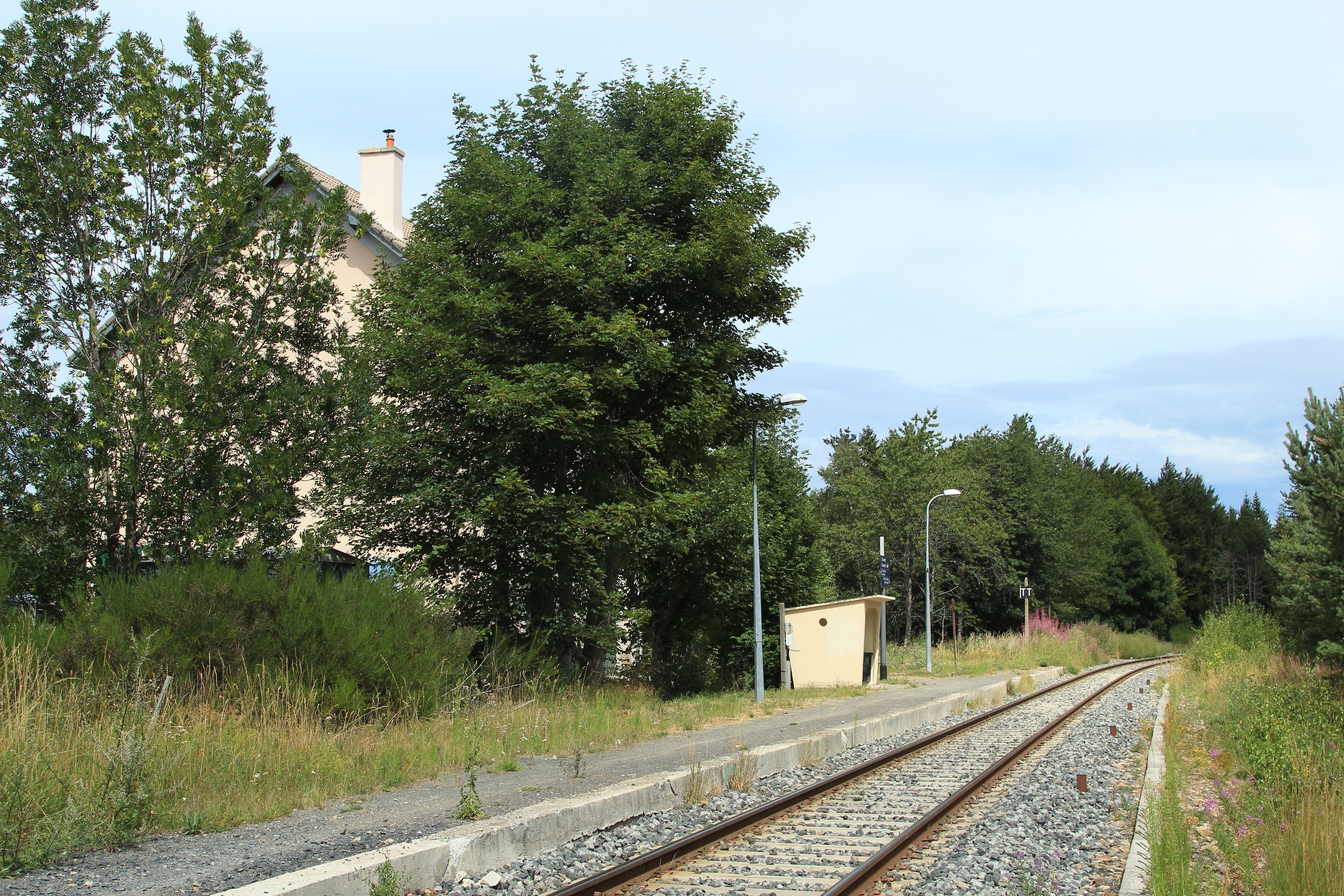
Vue du quai et de la voie, en direction de La Bastide.

Halte SNCF, c'est un point d'arrêt non géré (PANG) à entrée libre.

### Desserte
Chasseradès est desservie par des trains TER Occitanie qui relient les gares de Mende ou de Marvejols avec les gares de La Bastide - Saint-Laurent-les-Bains ou de Nîmes

### Intermodalité
Un parking pour les véhicules est aménagé. Elle est desservie par des cars TER Languedoc-Roussillon et TER Auvergne, en complément ou remplacement de dessertes ferroviaires.

### Particularité
Le chemin de Stevenson (GR70) reliant Le Puy-en-Velay (Haute-Loire) à Alès (Gard) y passe.